# Ripa (rione de Roma)
Ripa es el duodécimo rione de Roma, indicado como R. XII. También pertenece al rione Ripa la Isla Tiberina.

## Geografía física

### Territorio
El rione limita con:
- Sant'Angelo: Piazza di Monte Savello
- Campitelli: Via del Teatro di Marcello, Vico Jugario, Via dei Fienili, Via di San Teodoro, Via dei Cerchi
- Celio: Piazza di Porta Capena
- San Saba: Viale Aventino, Piazza Albania, Via Manlio Gelsomini, Largo Manlio Gelsomini
- Testaccio: Via Marmorata, Piazza dell'Emporio
- el Tíber: Lungotevere Aventino, Lungotevere dei Pierleoni

## Historia

El rione era mucho más grande de lo que es en la actualidad hasta 1921, cuando fueron desgajados de él Testaccio y San Saba, extendiéndose en la orilla izquierda del Tíber y dentro de las murallas aurelianas desde el valle del Velabro hasta las laderas de la Colina Capitolina y la Porta San Sebastiano.
Era desde siempre un territorio urbanizado de manera no intensiva: en la época romana comprendía las regiones undécima, duodécima y decimotercera: Circus Maximus, Piscina Publica y Aventinus (el actual Aventino). El tramo del Tíber que atraviesa el rione se llamaba Ripa Graeca, debido a que ya desde el siglo IV allí se había establecido una comunidad griega, llamada Schola Graeca, que se engrosó en el siglo VIII con los greco-latinos huidos de las persecuciones de León III el Isaurio en la época de la iconoclastia. Durante la Edad Media, la parte alta del rione permaneció prácticamente deshabitada, salvo monasterios fortificados y castillos señoriales, como la Rocca Savella.
Su lugar más destacado, del que procede el topónimo actual, era el Puerto de Ripa Grande.

### Escudo
Una rueda (de timón) blanca sobre campo gules. La rueda de timón recuerda el puerto fluvial.

## Monumentos y lugares de interés

### Arquitectura civil
- Villa del Priorato di Malta, en la Piazza dei Cavalieri di Malta.

### Arquitectura religiosa
en el Aventino
- Basílica de Santa Sabina

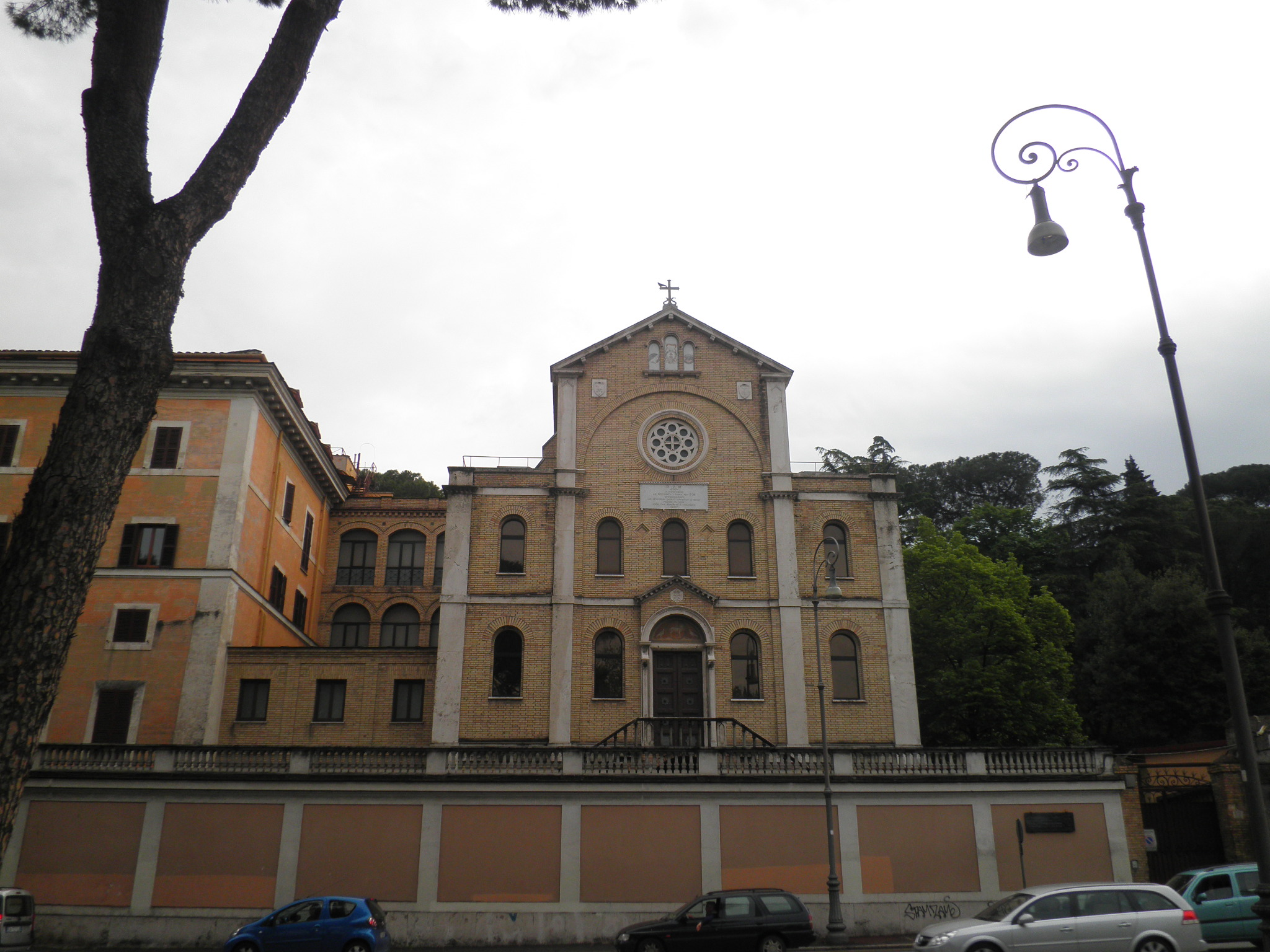
La iglesia de San Vincenzo de Paoli all'Aventino.

- Basílica de los Santos Bonifacio y Alessio
- Iglesia de San Vincenzo de Paoli all'Aventino
- Iglesia de Santa Prisca
- Iglesia de Sant'Anselmo all'Aventino
- Iglesia de Santa Maria del Priorato, en la Villa del Priorato di Malta

bajo el Capitolio y hacia el Tíber
- Basílica de Santa María in Cosmedin
- Iglesia de San Giorgio in Velabro
- Iglesia de San Giovanni Decollato
- Iglesia de Sant'Eligio dei Ferrari
- Iglesia de Sant'Omobono

en la Isola Tiberina
- Basílica de San Bartolomeo all'Isola
- Iglesia de San Giovanni Calibita

desconsagradas
- Iglesia de Santa Maria del Sole, en la Piazza della Bocca della Verità.
- Iglesia de Santa Maria Egiziaca, en la Piazza della Bocca della Verità.
- Oratorio de Gesù al Calvario e di Maria, en la Isola Tiberina.

desaparecidas
- Iglesia de Santa Galla

### Arquitectura militar
- Torre della Moletta

### Puentes
- Ponte Sublicio
- Ponte Palatino
- Ponte Fabricio
- Ponte Cestio
- Ponte Rotto

### Sitios arqueológicos
- Aventino
- Circo Máximo
- Mitreo del Circo Máximo
- Area di Sant'Omobono
- Foro Boario
- Templo de Portuno
- Templo de Hércules Víctor
- Bocca della Verità
- Cloaca Máxima

### Zonas verdes
- Roseto di Roma Capitale
- Giardino degli Aranci
- Giardino Storico di sant'Alessio

### Entidades
- Ospedale San Giovanni Calibita, en la Isla Tiberina. Fundado por la Orden Hospitalaria de San Juan de Dios, cuyos hermanos son llamados Fatebenefratelli, nombre con el cual es conocido el hospital por la población romana.

### Museos
- Museo della Camera storica
- Museo della confraternita di sant'Eligio dei Ferrari

## Geografía humana

### Plazas
- en el valle Murcia: Piazza della Bocca della Verità, Piazza della Consolazione
- en el Aventino: Piazza Albina, Piazza Pietro d'Illiria, Piazza Giunone regina, Piazza del Tempio di Diana, Piazza Sant'Alessio, Piazza Sant'Anselmo, Piazza dei Cavalieri di Malta, Piazzale Ugo La Malfa
- en la Isla Tiberina: Piazza Fatebenefratelli